# Naxa cuneicincta
Naxa cuneicincta är en fjärilsart som beskrevs av Claude Herbulot 1989. Naxa cuneicincta ingår i släktet Naxa och familjen mätare. Inga underarter finns listade i Catalogue of Life.